# Cuong Vu

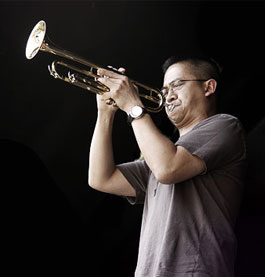
Cuong Vu 2014

Cuong Vu (* 19. September 1969 in Saigon) ist ein US-amerikanischer Jazzmusiker (Trompete, Gesang, Komposition) vietnamesischer Herkunft.

## Leben und Wirken
Cuong Vu wurde im damaligen Südvietnam geboren; seine Eltern verließen mit ihm das Land 1975 und ließen sich in den USA in Bellevue, Washington, einem Vorort von Seattle nieder. Obwohl er mit der traditionellen Musik seines Heimatlandes aufwuchs, beeinflusste ihn auch die amerikanische Popmusik am Radio. Mit elf Jahren begann Vu Trompete zu spielen, später u. a. in Highschoolbands und Jazzcombos, beeinflusst vom Fusion Jazz von Michael Brecker, Pat Metheny und Mike Stern. Nach seinem Schulabschluss ging er mit einem Stipendium an das New England Conservatory of Music, studierte dort bei Joe Maneri, Geri Allen und Dave Holland und beschäftigte sich mit Komponisten wie Ludwig van Beethoven, Arnold Schönberg, Witold Lutosławski
und György Ligeti. 1994 zog Vu nach New York City, wo er sich als Trompeter in der Avantgarde Jazzszene etablierte, bezog in seine Arbeit aber auch Einflüsse des zeitgenössischen Jazz, wie auch Rock und Funk mit ein.
Vu arbeitete u. a. mit Bobby Previte (Too Close to the Pole, 1996), Laurie Anderson, David Bowie, Dave Douglas, Mark Helias, Andy Laster, der Band Orange Then Blue, Assif Tsahar, Chris Speed (Deviation, 1998), Gerry Hemingway (1999), Nils Wogram (Odd and Akward, 2000) oder Mark O’Leary.
Im Jahr 2001 tourte er mit Pat Metheny als Trompeter und Sänger; er ist auch auf zwei Alben Methenys zu hören (Speaking of Now, rec. 2001, und The Way Up, rec. 2003–04). Er leitete auch verschiedene eigene Formationen, der Musiker wie der Bassist Stomu Takeishi und der Schlagzeuger Ted Poor angehörten. In seiner Band VU-TET arbeitete er mit Jim Black, Curtis Hasselbring, Chris Speed und Stomu Takeishi. Vu leitet als Professor die Jazzausbildung an der University of Washington.
Sein Spiel reicht nach Cook/Morton von Miles Davis ähnlichen Impressionen bis hin zu Rock und abstrakten Klanglandschaften.
2003 und 2006 erhielt er den Grammy Award für das beste Jazzalbum (Kategorie Contemporary Jazz) für seine Mitwirkung an Pat Methenys Alben  Speaking of Now (2002) und The Way Up (2006).

## Diskographische Hinweise
- Bound (2000, OmniTone)
- Pure (2000, Knitting Factory)
- Come Play with Me (2001, Knitting Factory)
- It's Mostly Residual (2005, ArtistShare)
- Vu-Tet (2007, ArtistShare)
- Cuong Vu Trio Meets Pat Metheny (2015, Nonesuch Records)
- Cuong Vu 4Tet w/ Bill Frisell: Ballet – The Music of Michael Gibbs (Rare Noise Records)
- Cuong Vu 4-Tet: Change in the Air (RareNoise Records, 2018)